# Geschubd pluimbroekje
Het geschubd pluimbroekje (Haplophaedia lugens) is een vogel uit de familie Trochilidae (kolibries).

## Verspreiding en leefgebied
Deze soort komt voor van zuidwestelijk Colombia tot noordwestelijk Ecuador.